# День митної служби України
День ми́тної сл́ужби Украї́ни — свято України. Відзнався щорічно 25 червня з 1992 по 2013 у день прийняття Верховною Радою України в 1991 році Закону про митну справу в Україні.

## Історія свята
Свято було встановлено в Україні «…враховуючи важливу роль митної служби у забезпеченні єдності та цілісності митної території України, розширенні та зміцненні зовнішньоекономічних зв'язків із зарубіжними країнами…» згідно з Указом Президента України «Про День митної служби України» від 22 червня 1992 року № 353.
День працівника податкової та митної справи України відзначався щороку 18 березня у 2014—2020 роках. Це свято було встановлене на заміну Дня митної служби України (25 червня) та Дня працівника державної податкової служби України (2 липня) указом Президента України В. Ф. Януковича від 11 жовтня 2013 року ураховуючи значну роль органів доходів і зборів у забезпеченні єдності та цілісності податкової і митної політики держави, на підтримку ініціативи Міністерства доходів і зборів України. Скасоване 25 червня 2020.
З 2020 року 25 червня був започаткований День митника України.